# Larissa (santa)
Larissa ou Santa Larissa é uma mártir cristã, que morreu na Crimeia por volta de 375.

## História
Larissa e suas companheiras estavam reunidas em uma tenda para celebrar a Eucaristia quando, por ordem dos reis góticos Atanarico e Vingurico que trouxeram um ídolo e ordenou que o grupo de cristãos viesse adorá-la. Alguns aceitaram e foram poupados, mas Larissa e outras pessoas recusaram. Eles morreram queimados vivos. Mais tarde, a viúva de outro gótico, Gaatha, reuniu as relíquias dos mártires e as levou para a Síria antes de ser martirizada por sua vez.

## Veneração
Larissa aparece no martirológio romano, ou seja, venerada pelo catolicismo, também pelos gregos e russos na ortodoxia.
Seu dia litúrgico é 26 de março.